# Diocesi di Modone
La diocesi di Modone (in latino: Dioecesis Mothonensis) è una sede soppressa della Chiesa cattolica. Con il titolo di Metone (in latino: Methonensis) è dal XVI secolo una sede titolare della Chiesa cattolica.

## Storia
Methone, conosciuta in epoca medievale come Modone, è un'antica sede vescovile della Grecia nel Peloponneso. Inizialmente suffraganea dell'arcidiocesi di Corinto, nel IX secolo entrò a far parte della metropolia di Patrasso: nelle Notitiae Episcopatuum del X secolo è annoverata al secondo posto fra le suffraganee di Patrasso.
Le Quien attribuisce a Methone due vescovi nel primo millennio cristiano: Tichico, che avrebbe partecipato al concilio di Sardica; e Atanasio, che intervenne al Concilio di Costantinopoli dell'879-880 che riabilitò il patriarca Fozio di Costantinopoli. Atanasio, originario di Catania, è menzionato negli Acta Sanctorum al 31 gennaio. I vescovi Teodoro, Niceta e un anonimo sono noti grazie ai loro sigilli episcopali.
Modone fu conquistata la prima volta dai veneziani guidati da Domenico Michiel nel 1124, che l'anno successivo la cedettero all'impero bizantino. Nel 1204 i veneziani riconquistarono la città, che nel 1208 passò ai corsari greci, prima di ritornare ai veneziani. Nel 1498 fu sottomessa ai turchi. I veneziani la conquistarono ancora nel 1686 con Francesco Morosini, ma nel 1715 ricadde nuovamente sotto la dominazione ottomana.
In questo contesto fu eretta una diocesi di rito latino, di cui è nota una lunga serie di vescovi fino all'inizio del XVI secolo.
Dal XVI secolo Modone è annoverata tra le sedi vescovili titolari della Chiesa cattolica con il nome di Metone; la sede è vacante dal 19 aprile 1968. Molti dei titolari polacchi del XVII secolo furono ausiliari dell'arcidiocesi di Vilnius.

## Cronotassi

### Vescovi greci
- Tichico † (menzionato nel 343)
- Sant'Atanasio † (menzionato nell'879)
- Niceta † (X secolo)[3]
- Anonimo † (fine del X secolo)[4]
- Teodoro † (X-XI secolo)[5]

### Vescovi latini
- Giovanni † (prima del 1207 - dopo il 1212)
- Landolfo † (9 aprile 1252 - ?)
- Leonardo Patrasso † (prima del 1273 - 17 giugno 1297 nominato vescovo di Aversa)
  - Pietro Correr † (17 giugno 1297 - ? deceduto) (amministratore apostolico)
- Pietro † (25 settembre 1301 - 19 luglio 1303 nominato vescovo di Chieti)
- Angelo da Camerino, O.E.S.A. † (2 novembre 1303 - 15 ottobre 1311 nominato patriarca di Grado)
  - Egidio da Ferrara, O.P. † (15 ottobre 1311 - ? deceduto) (amministratore apostolico)
- Giacomo da Fusignano, O.P. † (2 agosto 1322 - ? deceduto)
- Matteo, O.F.M. † (10 settembre 1333 - ? deceduto)
- Niccolò † (18 giugno 1347 - ? deceduto)
- Giorgio † (4 novembre 1349 - ? deceduto)
  - Orso Dolfin † (6 marzo 1363 - 1367 deceduto) (amministratore apostolico)
- Francesco Falier † (21 gennaio 1368 - 21 novembre 1390 nominato vescovo di Castello)
- Lodovico Morosini † (21 novembre 1390 - ?)
- Antonio Correr, C.R.S.G.A. † (24 febbraio 1407 - 31 marzo 1407 nominato vescovo di Bologna)
- Niccolò † (9 novembre 1407 - ?)
- Francesco Novello † (10 giugno 1409 - ? deposto)
- Paolo di Giovanni † (24 gennaio 1410 - ? deceduto)
- Lorenzo Venier, O.P. † (15 luglio 1411 - 19 gennaio 1428 nominato arcivescovo di Zara)
- Marino de' Bernardini, C.R.S.A. † (23 febbraio 1428 - 25 settembre 1430 nominato vescovo di Corfù)
- Gabriele Gabrieli † (15 dicembre 1432 - 19 aprile 1448 nominato vescovo di Capodistria)
- Marco Cavador † (3 giugno 1448 - ? deceduto)
- Angelo Fasolo † (7 novembre 1459 - 17 settembre 1464 nominato vescovo di Feltre)
- Alvise Longo, O.P. † (6 ottobre 1466 - ? deceduto)
- Giovanni † (12 marzo 1472 - ? deceduto)
- Andrea Falcone[6] † (12 dicembre 1491 - 1506 deceduto)

### Vescovi titolari
- Antonio de Ávila, O.P. † (9 marzo 1506 - ?)
- Jerzy Chwalczewski † (? - 24 aprile 1536 nominato vescovo di Luc'k)
- Luigi Lippomano † (23 settembre 1538 - 9 agosto 1548 succeduto vescovo di Verona)
- Jerzy Albinus † (5 novembre 1550 - 1570 deceduto)
- Feliks, O.P. † (1554 - ?)
- Cyprian Wiliski, O.P. † (3 marzo 1572 - 1594 deceduto)
- Mikołaj Pac † (9 settembre 1602 - 29 marzo 1610 nominato vescovo di Samogizia)
- Abraham Wojna † (25 maggio 1611 - 20 luglio 1626 nominato vescovo di Samogizia)
- Jerzy Tyszkiewicz † (17 maggio 1627 - 19 dicembre 1633 nominato vescovo di Samogizia)
- Stanisław Nieborski † (9 gennaio 1634 - 27 maggio 1644 deceduto)
- Hieronim Władysław Sanguszko † (12 dicembre 1644 - 31 maggio 1655 nominato vescovo di Smolensk)
- Aleksander Kazimierz Sapieha † (2 agosto 1655 - 12 gennaio 1660 nominato vescovo di Samogizia)
- Gothard Jan Tyzenhaus † (5 aprile 1661 - 17 settembre 1668 nominato vescovo di Smolensk)
- Bonawentura Madaliński † (16 novembre 1671 - 12 marzo 1674 succeduto vescovo di Płock)
- Angelo Grimaldi, O.P. † (6 febbraio 1679 - 10 aprile 1682 deceduto)
- Alfonso Santacruz † (15 febbraio 1683 - 1698 deceduto)
- Peter Cornelius Beyweg † (24 gennaio 1701 - 12 ottobre 1744 deceduto)
- Alessandro Fè d'Ostiani † (22 agosto 1746 - 14 marzo 1791 deceduto)
- József Petheő † (24 luglio 1797 - 3 luglio 1809 deceduto)[7]
- Aloyse Kobès, C.S.Sp. † (22 settembre 1848 - 11 ottobre 1872 deceduto)
- Francesco Melchiori, O.F.M. † (28 settembre 1921 - 12 giugno 1922 succeduto arcivescovo di Durazzo)
- Giovanni Maria Camilleri, O.E.S.A. † (21 gennaio 1924 - 7 novembre 1924 deceduto)
- Salvatore Meo † (19 febbraio 1926 - 15 novembre 1936 deceduto)
- Luciano Geraci † (6 marzo 1937 - 20 luglio 1946 deceduto)
- James Aloysius McNulty † (2 agosto 1947 - 9 aprile 1953 nominato vescovo di Paterson)
- Bertoldo Bühl, O.F.M. † (17 giugno 1953 - 19 aprile 1968 deceduto)